# Cyprien Verseux
Cyprien Verseux, né le 6 août 1990 à Vélizy-Villacoublay, est un astrobiologiste français qui dirige actuellement le Laboratoire de microbiologie spatiale appliquée au ZARM (Center of Applied Space Technology and Microgravity), institution scientifique allemande de l'Université de Brême,.
Au-delà de ses recherches, il est connu pour avoir participé en 2015 au programme d’exploration scientifique « HI-SEAS IV » et pour avoir dirigé en 2018 la station Concordia située dans l’Antarctique.

## Formation scientifique
Cyprien Verseux est titulaire d’un diplôme d'ingénierie des biotechnologies de l’Institut Sup'Biotech de Paris obtenu en 2013, dans le cadre duquel il a effectué un stage de fin d’études à la NASA sur un projet de biologie synthétique appliquée à l’exploration spatiale.
En parallèle, il obtient également un Master 2 de Biologie Synthétique et Systémique à l’Institute of Systems and Synthetic Biology à Evry. Dans ce cadre, il collabore aux recherches de systèmes de support de vie sur Mars qui pourraient permettre aux astronautes de produire sur place toutes les ressources dont ils ont besoin pour survivre. Il s’intéresse notamment à la production de ces ressources à partir des matières premières que l’on peut trouver sur Mars, de façon à ne pas avoir à envoyer toutes les ressources depuis la Terre mais seulement quelques organismes vivants afin de les multiplier sur place.
Il continue ensuite ses études avec un doctorat de l’Université de Rome II co-dirigé par Lynn J. Rothschild (en) du Centre de Recherche Ames de la NASA et l’astrobiologiste italienne Daniela Billi (en), qu’il effectue en même temps que sa participation à la mission HI-SEAS IV.

## Mission HI-SEAS IV
La mission HI-SEAS IV (Hawaii Space Exploration Analog and Simulation, soit Simulation et analogue d’exploration spatiale à Hawaii) est un programme d’exploration scientifique développé conjointement par l’Université d’Hawaï et la NASA.
Composée de 6 personnes, dont Cyprien Verseux, seul français, l’équipe de recherche a vécu pendant un an, sans contact direct avec le monde extérieur, dans un dôme de 11 mètres de diamètre situé sur les pentes du volcan Mauna Loa, à une altitude d’environ 2 500 mètres.
L’objectif principal de cette mission était d’évaluer l’impact du confinement et de l’isolement sur le moral et les performances de l’équipe en prévision d’une future mission habitée sur la planète Mars.
En parallèle, chaque équipier menait également ses propres travaux de recherche et Cyprien Verseux a concentré les siens sur le développement de ressources sur un territoire hostile en utilisant les matériaux présents sur place et sur la capacité de survie des micro-organismes au-delà de la Terre.
Il a tenu un journal de bord tout au long de cette mission qu’il a partagé via un blog nommé « Walking on red dust », réunissant une trentaine d’articles au fil desquels il détaille sa préparation à la mission et décrit son quotidien dans le dôme avec ses équipiers.
La mission « HI-SEAS IV » s’est terminée en août 2016.

## Mission DC14 – Base Concordia
La station Concordia est une base scientifique franco-italienne située sur le plateau continental Antarctique (75° 06′ S – 123° 21′ E) et conjointement gérée par l’Institut polaire français Paul-Emile Victor (IPEV) et l’institut polaire italien (PNRA),.
C’est dans cette base située à plus de 600 kilomètres de toute vie humaine et avec des températures pouvant descendre jusqu’à -80 °C que Cyprien Verseux a pris part à l’équipage DC14 participant au quatorzième hivernage de la station scientifique.
Cyprien Verseux était chef de mission d’une équipe composée de 13 personnes (6 français, 6 italiens et 1 autrichienne), dont des scientifiques principalement issus de domaines comme la glaciologie, la séismologie, les sciences de l’atmosphère, la météorologie ou encore l’astronomie,.
En tant que glaciologue, il a participé à divers travaux de recherche liés à l´étude du climat.
A noter qu’un médecin de l’Agence Spatiale Européenne (ESA) était également présente dans la station pour étudier et analyser l’adaptation des équipiers à cet environnement extrême, tant psychologique que physiologique, en vue de prochaines missions spatiales.
Comme lors de sa mission HI-SEAS IV, Cyprien Verseux a documenté sa mission en Antarctique via un blog nommé « Mars la blanche » réunissant une douzaine d’articles.

## Dans la fiction
Cyprien Verseux a inspiré à Franck Thilliez le personnage de Marc dans la nouvelle éponyme du recueil Au-delà de l'horizon et autres nouvelles.

## Ouvrages
- 2017 : Vivre sur Mars (Essai), Michel Lafon (Ce livre revient sur la mission HI-SEAS IV à laquelle Cyprien Verseux a participé à Hawaï[23].)

- 2019 : Un hiver antarctique (Récit), Hugo Image (Ce livre revient sur la mission DC14 à laquelle Cyprien Verseux a participé sur la base Concordia[24].)